# Awanhard Żółte Wody (futsal)
Awanhard Żółte Wody (ukr. Міні-футбольний клуб «Авангард» Жовті Води, Mini-Futbolnyj Kłub "Awanhard" Żółte Wody) – ukraiński klub futsalu, mający siedzibę w mieście Żółte Wody, w obwodzie dniepropietrowskim. Od sezonu 1993/94 do 1995/96 występował w futsalowej Wyższej Lidze Ukrainy.

## Historia
Chronologia nazw:
- 1990: Awanhard Żółte Wody (ukr. «Авангард» Жовті Води)

Klub futsalowy Awanhard Żółte Wody został założony w Żółtych Wodach w 1990 roku i reprezentował miejscowy kombinat górniczy SchidGZK. Klub był sekcją klubu piłkarskiego Awanhard Żółte Wody, który powstał w latach 50. XX wieku. W 1990 zespół startował w pierwszych rozgrywkach Wyższej Ligi ZSRR. Również brał udział w różnych turniejach regionalnych. W 1992 został brązowym medalistą nieoficjalnych rozgrywek w Pierwszej Ligi ZSRR W sezonie 1993/94 zespół debiutował w pierwszych oficjalnych mistrzostwach niepodległej Ukrainy. Został sklasyfikowany na 7.pozycji. Sezon 1994/95 zakończył na 12.miejscu. W sezonie 1995/96 zajął ostatnią 12.lokatę. Jednak w następnym sezonie klub zrezygnował z dalszych występów na poziomie profesjonalnym i potem z przerwami występował w rozgrywkach amatorskich.

## Barwy klubowe, strój
| Żółty | Bordowy |

Zawodnicy klubu zazwyczaj grali swoje mecze domowe w żółtych strojach.

## Sukcesy

### Trofea międzynarodowe
Nie uczestniczył w rozgrywkach europejskich (stan na 31-05-2019).

### Trofea krajowe
| \| \| Zdobyte trofea w rozgrywkach Ukrainy (stan na: 31-05-2019) \| |                                                            |      |          |
| Rozgrywki                                                           | Osiągnięcie                                                | Razy | Sezon(y) |
| · Mistrzostwo                                                       | I miejsce                                                  | 0    |          |
| · Mistrzostwo                                                       | II miejsce                                                 | 0    |          |
| · Mistrzostwo                                                       | III miejsce                                                | 0    |          |
| · Mistrzostwo                                                       | 7.miejsce                                                  | 1    | 1993/94  |
| Puchar                                                              | zdobywca                                                   | 0    |          |
| Puchar                                                              | finalista                                                  | 0    |          |
| II liga                                                             | I miejsce                                                  | 0    |          |
| II liga                                                             | II miejsce                                                 | 0    |          |
| II liga                                                             | III miejsce                                                | 0    |          |
| Ukraina                                                             | Zdobyte trofea w rozgrywkach Ukrainy (stan na: 31-05-2019) |      |          |

## Piłkarze i trenerzy klubu

### Trenerzy
Wasyl Kuźminski (1990–1993)
 Serhij Łementariow (1992)
 Wołodymyr Pomorcew (1993–1994)

## Struktura klubu

### Stadion
Klub rozgrywał swoje mecze domowe w Hali SK SchidGZK w Żółtych Wodach. Pojemność: 500 miejsc siedzących.

### Sponsorzy
- kombinat górniczy SchidGZK w Żółtych Wodach
- Bank INKO